# 内村とザワつく夜
『内村とザワつく夜』（うちむらとザワつくよる、英称:Night which is noisy together with Uchimura.）は、TBS系列で2013年4月18日から2014年9月9日まで放送されていたトークバラエティ番組である。略称は『内ザワ（うちザワ）』。

## 概要
『世の中の女性を応援する女性のための番組』をコンセプトとしたバラエティ番組。男性に比べて女性は人間関係でとても苦労することが多いため、「先輩と後輩」・「既婚者と未婚者」の間の会話の中で思わず“ザワザワ”したり、イライラしたことが必ずあるはず。そんな時、危機的状況を切り抜け周りの人をカラッとした笑顔に変える魔法の言葉『ガールズジョーク』を紹介する番組。
内村光良をメインMCに、男性芸人が女性に扮し（女装）再現ドラマで『ガールズジョーク』を紹介。毎回女性ゲストが数組出演し、毎回のテーマに対してジャッジをする。
2013年10月からは『火曜曲!』の後番組としてゴールデンタイムに枠移動し、1時間番組にリニューアルした。
2014年からは、イラつく後輩や友人などのザワつく人間関係をドラマ化し、スタジオトークをする内容となっている。ドラマでは、女性出演者も参加することもあり、また男性出演者が女装することも少なくなった。

## 主な出演者

### MC
- 内村光良（ウッチャンナンチャン）
- 枡田絵理奈（TBSアナウンサー）

### レギュラー
- 陣内智則
- 犬山紙子
- ダレノガレ明美

上記の3名は深夜時代から毎週出演。ゴールデンタイム枠移動の際、内村とともに取材会に出席した。
- オードリー

深夜時代は不定期出演。ゴールデンタイムから毎週出演。

## 放送リスト

### 深夜番組時代

#### 2013年
| 2013年 | 2013年  | 2013年                                                   | 2013年                                                                          | 2013年 |
| #      | 放送日  | 内容                                                     | 男性出演者                                                                      | 女性出演者 |
| ------ | ------- | -------------------------------------------------------- | ------------------------------------------------------------------------------- | --- |
| 1      | 4月18日 | 「初回1時間スペシャル」                                  | アンガールズ、岡田圭右（ますだおかだ）、陣内智則、ドランクドラゴン              | いとうあさこ、犬山紙子、小島慶子、潮田玲子、ダレノガレ明美                                                                    |
| 2      | 4月25日 | 「女の戦い！独身VS既婚」                                 | アンガールズ、岡田圭右（ますだおかだ）、陣内智則、ドランクドラゴン              | いとうあさこ、犬山紙子、小島慶子、潮田玲子、ダレノガレ明美                                                                    |
| 3      | 5月2日  | 「女のもめ事をガールズトークで解決！」                   | 春日俊彰（オードリー）、陣内智則、ドランクドラゴン                              | いとうあさこ、犬山紙子、ダレノガレ明美、安めぐみ、柳原可奈子                                                                  |
| 4      | 5月9日  | 「女のもめ事をガールズトークで解決！」                   | 春日俊彰（オードリー）、陣内智則、ドランクドラゴン                              | いとうあさこ、犬山紙子、ダレノガレ明美、安めぐみ、柳原可奈子                                                                  |
| 5      | 5月23日 | 「女のもめごとを解決1時間SP！」                          | 春日俊彰（オードリー）、かもめんたる、陣内智則、ドランクドラゴン、ロッチ        | いとうあさこ、犬山紙子、大島麻衣、ダレノガレ明美、中村アン                                                                    |
| 6      | 5月30日 | 「女のウソ」                                             | 春日俊彰（オードリー）、狩野英孝、ザ・ギース、陣内智則                          | 犬山紙子、ダレノガレ明美、柳原可奈子、安めぐみ                                                                                |
| 7      | 6月6日  | 「女の値段」                                             | 狩野英孝、バイきんぐ、陣内智則                                                  | 犬山紙子、ダレノガレ明美、柳原可奈子、安めぐみ                                                                                |
| 8      | 6月13日 | 「身内は最大の敵!」                                      | 陣内智則、ドランクドラゴン、ロッチ                                              | いとうあさこ、犬山紙子、大島麻衣、ダレノガレ明美、加藤紀子                                                                    |
| 9      | 6月20日 | 「女心をくすぐるザワつくエスコート」                     | 坪倉由幸（我が家）、陣内智則、インパルス                                        | 犬山紙子、ラブリ、バービー（フォーリンラブ）                                                                                  |
| 10     | 6月27日 | 「引き金は男」 「ガールズジョーク1時間SP」               | 陣内智則、インパルス、かもめんたる、ドランクドラゴン                            | 黒田知永子、犬山紙子、ラブリ、バービー（フォーリンラブ）、ダレノガレ明美、中村アン                                            |
| SP     | 7月4日  | 「私の隣の嫌な女に一言言いたいSP」 「ゴールデン2時間SP」 | オードリー、カンニング竹山、陣内智則、ドランクドラゴン                          | 高岡早紀、保田圭、鈴木奈々、潮田玲子、ダレノガレ明美、中村アン ドラマゲスト: 芹那、田中みな実、安達祐実、清水富美加、秋元才加 |
| 11     | 7月18日 | 「ゴールデン2時間SPの未公開トークスペシャル!」           | オードリー、カンニング竹山、陣内智則、ドランクドラゴン、ロバート                | 潮田玲子、鈴木奈々、高岡早紀、ダレノガレ明美、中村アン、保田圭                                                                |
| 12     | 7月25日 | 「女心をくすぐるザワつくエスコート」                     | 陣内智則、NON STYLE、平成ノブシコブシ                                           | 犬山紙子、ダレノガレ明美、ニッチェ、芹那、高橋メアリージュン                                                                  |
| 13     | 8月1日  | 「最低男の信じられない一言SP!!」                         | 陣内智則、インパルス、ジグザグジギー                                            | 犬山紙子、ダレノガレ明美、ニッチェ、清水富美加                                                                                |
| 14     | 8月8日  | 「女心をくすぐるザワつくエスコート」                     | 陣内智則、庄司智春（品川庄司）、狩野英孝                                        | 犬山紙子、ダレノガレ明美、ニッチェ、加賀美セイラ、中村アン                                                                    |
| 15     | 8月22日 | 「最低男の信じられない一言SP 第2弾」                     | 陣内智則、インパルス、パンクブーブー、ジグザグジギー                            | 犬山紙子、ダレノガレ明美、ニッチェ、清水富美加                                                                                |
| 16     | 8月29日 | 「最低男の信じられない一言 第3弾」                       | 陣内智則、インパルス、パンクブーブー、ジグザグジギー                            | 犬山紙子、ダレノガレ明美、ニッチェ、清水富美加                                                                                |
| 17     | 9月5日  | 「女心をくすぐるザワつくエスコート」                     | 陣内智則、東貴博（Take2）、はんにゃ、インパルス、パンクブーブー、ジグザグジギー | 犬山紙子、ダレノガレ明美、ニッチェ、清水富美加                                                                                |
| 18     | 9月12日 | 「ドイヒー彼氏選手権!」                                  | 陣内智則、ドランクドラゴン、宮澤聡（ジグザグジギー）、岩崎う大（かもめんたる）  | 犬山紙子、ダレノガレ明美、今井華、中村アン、虻川美穂子（北陽）                                                                |
| 19     | 9月26日 | 「新企画2本立て 1時間SP」                                | 陣内智則、オードリー、ロバート                                                  | 犬山紙子、ダレノガレ明美、いとうあさこ、中村アン                                                                              |

### ゴールデンタイム時代

#### 2013年
| 2013年 | 2013年   | 2013年                                                             | 2013年                                                                                                 | 2013年 | 2013年                                        |
| #      | 放送日   | 内容                                                               | 男性出演者                                                                                             | 女性出演者                                                                                                 | ドラマゲスト                                  |
| ------ | -------- | ------------------------------------------------------------------ | --- | --- | --------------------------------------------- |
| 20     | 10月22日 | 「私の隣の嫌な女に一言言ってやりたいSP」                           | 陣内智則、インパルス、オードリー、ロバート、かもめんたる                                               | 犬山紙子、ダレノガレ明美、中村アン、いとうあさこ、石原さとみ、前田典子                                     | 清水富美加、IMALU、芹那、雛形あきこ、足立梨花 |
| 21     | 10月29日 | 「本当にあった女性同士の気まずい瞬間SP」                           | 陣内智則、オードリー、ドランクドラゴン、ロッチ、ハライチ                                               | 犬山紙子、ダレノガレ明美、ニッチェ、紫吹淳、道端アンジェリカ、堀ちえみ                                     | 須藤理彩、三倉茉奈、清水富美加                |
| 22     | 11月5日  | 「私が許せない超サイテー男SP!」                                    | 陣内智則、インパルス、オードリー、ロバート、ジグザグジギー                                             | 犬山紙子、ダレノガレ明美、中村アン、バービー（フォーリンラブ）、遼河はるひ、矢吹春奈、小島慶子             | 野間口徹                                      |
| 23     | 11月12日 | 「本当にいた 嫌な女にビシッと言ってやりたいSP」                    | 陣内智則、ピース、ロバート、かもめんたる、オードリー                                                   | 犬山紙子、ダレノガレ明美、友近、大堀恵、IMALU、千秋                                                        | 松本莉緒、千堂あきほ、石川梨華、野崎萌香      |
| 24     | 11月19日 | 「ナゼか女性が騙される! 本当にいたヤバイ男SP」                     | 陣内智則、坪倉由幸（我が家）、オードリー、インパルス、ドランクドラゴン                                 | 犬山紙子、ダレノガレ明美、黒沢かずこ（森三中）、高橋真麻、美奈子、山本美月、hitomi                         | 前川泰之、塩谷瞬                              |
| 25     | 11月26日 | 「芸人デート王決定戦!〜初デート編〜」                              | 陣内智則、濱口優（よゐこ）、向井慧（パンサー）、鈴木拓（ドランクドラゴン）、オードリー                 | 犬山紙子、ダレノガレ明美、中村アン、高橋真麻、木村文乃、今井華                                             | 岡本玲、野崎萌香、広瀬未花                    |
| 26     | 12月10日 | 「女性同士の気まずい瞬間SP」                                       | 陣内智則、アンガールズ、オードリー、インパルス、しずる、ドランクドラゴン                               | 犬山紙子、ダレノガレ明美、中村アン、ハリセンボン、野崎萌香、北斗晶、木下優樹菜                             | 須藤理彩、清水富美加、新垣里沙                |
| 27     | 12月17日 | 2時間スペシャル 「イヴまであと1週間 ザワつく聖夜を笑い飛ばそうSP」 | 陣内智則、オードリー、ドランクドラゴン、ロバート、インパルス、バイきんぐ、かもめんたる、ジグザグジギー | 犬山紙子、ダレノガレ明美、中村アン、いとうあさこ、マツコ・デラックス、大久保佳代子（オアシズ）、丸岡いずみ | 芹那、伊藤修子、阿部力、斉藤慶太              |

#### 2014年
| 2014年 | 2014年  | 2014年                                                                                 | 2014年 | 2014年 | 2014年 |
| #      | 放送日  | 内容                                                                                   | 男性出演者 | 女性出演者 | ドラマゲスト |
| ------ | ------- | -------------------------------------------------------------------------------------- | --- | --- | --- |
| 28     | 1月7日  | 「今年はヤバい男に騙されないぞSP」                                                     | 陣内智則、オードリー、ロバート、ピース、山崎樹範 | 犬山紙子、ダレノガレ明美、村上知子（森三中）、アマンダ、眞鍋かをり、相川七瀬、平愛梨                                                                     | 奈美悦子、山崎樹範 |
| 29     | 1月14日 | 「女の懺悔 上手な謝り方SP」                                                            | 陣内智則、オードリー、インパルス、かもめんたる、鈴木拓（ドランクドラゴン） | 犬山紙子、ダレノガレ明美、赤井沙希、MEGUMI、観月ありさ、古閑美保                                                                                         | 大島さと子、大河内奈々子、中村昌也、清水富美加、佐藤すみれ                                                                               |
| 30     | 1月21日 | 「身近な女性の裏切りに怒り大爆発SP」                                                   | 陣内智則、オードリー、ロバート、ピース、バイきんぐ | 犬山紙子、ダレノガレ明美、馬場園梓（アジアン）、潮田玲子、松本莉緒、杉本彩、吉川ひなの                                                                   | 田中みな実、嗣永桃子（Berryz工房）、いとうまい子                                                                                         |
| 31     | 1月28日 | 「今年こそ結婚したい女性SP」                                                           | 陣内智則、オードリー、ロバート、インパルス、ドランクドラゴン | 犬山紙子、ダレノガレ明美、神室舞衣、いとうあさこ、佐藤江梨子、遼河はるひ                                                                                 | かもめんたる |
| 32     | 2月4日  | 「恋真っ盛り芸能人vs恋を忘れた芸能人 熱愛と破局を大告白SP」                            | 陣内智則、オードリー、馬場裕之（ロバート）、鈴木拓（ドランクドラゴン） スタジオゲスト:宮地大介 | 犬山紙子、ダレノガレ明美、高橋真麻、いとうあさこ、中村アン、大堀恵、バービー（フォーリンラブ）、東尾理子、IMARU、遠野なぎこ                              | かもめんたる、ジグザグジギー、小石田純一                                                                                                 |
| 33     | 2月18日 | 「ヤバい元カレ!2時間スペシャル」                                                       | 陣内智則、オードリー、ドランクドラゴン、インパルス、ロバート、ピース、ロッチ、ウーマンラッシュアワー、ジグザグジギー                                                                                                 | 犬山紙子、ダレノガレ明美、川村エミコ（たんぽぽ）、神室舞衣、バービー（フォーリンラブ）、アンミカ、古閑美保、高橋真麻、中村アン スタジオゲスト:光上せあら | 清水富美加 VTRゲスト:向井慧（パンサー）、児玉智洋（ジューシーズ）                                                                        |
| 34     | 2月25日 | 「人間関係で追い込まれたとき 絶対に使える最強の一言 ガールズジョークSP」               | 陣内智則、オードリー、ドランクドラゴン、インパルス | 犬山紙子、ダレノガレ明美、中村アン | 芹那、伊藤修子、中村昌也、三倉茉奈 |
| 35     | 3月4日  | 「嫉妬と憎悪! 実際にあったママ友トラブル」                                             | 陣内智則、オードリー、インパルス、千原せいじ（千原兄弟）、尾木直樹 | 犬山紙子、ダレノガレ明美、山本優希、辻希美、須藤理彩、千秋、相川七瀬                                                                                     | 雛形あきこ、大河内奈々子、新山千春 |
| 36     | 3月11日 | 「モデルのザワつく裏側大公開SP」                                                       | 陣内智則、オードリー、ドランクドラゴン、インパルス | 犬山紙子、ダレノガレ明美、中村アン、マギー、オードリー亜谷香、マリー、IVAN、高橋メアリージュン                                                           | 小松彩夏 |
| 37     | 4月1日  | 「2時間スペシャル ヤバい元カレNO.1決定戦!」                                            | 陣内智則、オードリー、ドランクドラゴン、インパルス、ピース、かもめんたる | 犬山紙子、ダレノガレ明美、中村アン、マツコ・デラックス、鈴木あや、鈴木奈々、SILVA、いとうあさこ、大久保佳代子（オアシズ）、杉本彩、国生さゆり            | 西村瑞樹（バイきんぐ） |
| 38     | 4月15日 | 「ガッカリレディーNO.1決定戦!」                                                        | 陣内智則、オードリー、ロバート、インパルス、ロッチ、マイケル富岡 | 犬山紙子、ダレノガレ明美、中村アン、バービー（フォーリンラブ）、古閑美保                                                                                 | VTRゲスト:渡部陽一、川合俊一、エスパー伊東、獣神サンダー・ライガー、槙原寛己                                                             |
| 39     | 4月29日 | 「職場に急増!上司をイラつかせるモンスター新人大放出SP」                                | 陣内智則、オードリー、バイきんぐ、哀川翔 | 犬山紙子、ダレノガレ明美、中村アン、高橋メアリージュン、新垣里沙、奈美悦子、紫吹淳                                                                       | かもめんたる、梅小鉢、ザ・ギース、ジグザグジギー、アルコ&ピース、鬼ヶ島                                                                  |
| 40     | 5月13日 | 「260人が暮らす婚活シェアハウスに1週間住んだら彼氏は出来る?」                          | 陣内智則、オードリー、ロバート、ドランクドラゴン、インパルス | 犬山紙子、ダレノガレ明美、中村アン、ニッチェ、高橋みゆき、横山由依、遼河はるひ                                                                           | |
| 41     | 5月20日 | 「女の怒り40連発SP!!」                                                                 | 陣内智則、オードリー、サバンナ、インパルス、ロバート、ウド鈴木（キャイ〜ン）、濱口優（よゐこ）、ドランクドラゴン | 犬山紙子、ダレノガレ明美、黒沢かずこ（森三中）、中村アン、IVAN、いとうあさこ、大久保佳代子（オアシズ）、カイヤ、古閑美保、小島慶子、LiLiCo               | 須藤理彩、中山エミリ、田中律子、石川梨華、かもめんたる、千堂あきほ、三倉茉奈、水沢アキ、田代さやか、ジグザグジギー、神室舞衣、鈴木あきえ |
| 42     | 5月27日 | 「身内だからこそ許せない!兄弟姉妹への不満爆発SP」                                      | 陣内智則、オードリー、ロバート、ウーマンラッシュアワー、川合俊一、蛭子能収 | 犬山紙子、ダレノガレ明美、河西智美、河西里音、IVAN、みかん                                                                                               | 足立梨花、かもめんたる、ジグザグジギー、三田寺理紗、小松彩夏                                                                             |
| 43     | 6月3日  | 「トレンディスター大集合！ギロッポンでチャンネーとシースーってどういう感じか教えてSP」 | 陣内智則、オードリー、インパルス、鈴木拓（ドランクドラゴン）、前田耕陽、大鶴義丹、布施博、石田純一 | 犬山紙子、ダレノガレ明美、中村アン、井森美幸、相原勇、岡安由美子、千堂あきほ                                                                             | かもめんたる、ザ・ギース、小石田純一、加藤夏希、平成ノブシコブシ、ガリガリガリクソン                                                     |
| 44     | 6月10日 | 「地獄の貧乏体験！でも明るく生きてますSP！」                                           | 陣内智則、オードリー、インパルス、鈴木もぐら（空気階段）、汐田パンダ（ウルトラキスミー）、大谷健太、嘉数正（くりおね）、河内慎太郎（ジョニーレオポン）、国沢一誠（ヒカリゴケ）                                       | 犬山紙子、ダレノガレ明美、たんぽぽ、澤田リサ、小柳朋恵、高橋ユウ、アンミカ、高木美保、IKKO                                                               | ジグザグジギー、かもめんたる、尾関高文（ザ・ギース） VTRゲスト:仮面女子                                                                  |
| 45     | 6月17日 | 「女同士のイジメ スッキリ解決しちゃいましょうSP」                                      | 陣内智則、オードリー、ロバート、バイきんぐ、尾木直樹 | 犬山紙子、ダレノガレ明美、中村アン、キンタロー。、山村紅葉、RIKACO、南野陽子                                                                             | 水沢アキ、福原遥 |
| 46     | 6月24日 | 「先輩VS後輩 大集合SP」                                                                | 陣内智則、オードリー、ロバート、さかもとしろう、伊藤隼人（イトウソウモリタ）、元木大介、槙原寛己、勝俣州和、ヒロミ                                                                                                   | 犬山紙子、ダレノガレ明美、バービー（フォーリンラブ）、宮崎宣子、阿部哲子、遼河はるひ、真琴つばさ、佐々木希、指原莉乃                                     | 田中みな実、近藤くみこ（ニッチェ）、かもめんたる VTRゲスト:田中美久、兒玉遥、矢吹奈子                                                    |
| 47     | 7月8日  | 「真夏の笑えるモンスター社員大集合！上司も部下も全員ヤバいぞ！SP」                     | 陣内智則、オードリー、ロバート、インパルス、ドランクドラゴン、井浦新、TKO、野性爆弾 | 犬山紙子、ダレノガレ明美、中村アン、あき竹城、平愛梨、水川あさみ                                                                                         | かもめんたる、ジャルジャル、前川泰之、ニッチェ、バイきんぐ、徳井健太（平成ノブシコブシ）                                                 |
| 48     | 7月15日 | 「日本の良いところ 外国人の方が知っているぞ！SP」                                      | 陣内智則、オードリー、インパルス、フロー、ベリッシモ・フランチェスコ、ボビー・オロゴン、渡部陽一 | 犬山紙子、ダレノガレ明美、サブリナ、アノーラ、マルシア、ジュディ・オング                                                                                 | VTRゲスト:チャド・イアン・マレーン（チャド・マレーン）、かもめんたる                                                                     |
| 49     | 7月22日 | 「夏よりアツい！炎の友情SP」                                                           | 陣内智則、オードリー、インパルス、えなりかずき、柳沢慎吾、丸山茂樹、諸星和己 | 犬山紙子、ダレノガレ明美、中村アン、小島瑠璃子、ニッチェ、片岡安祐美、古閑美保、島崎和歌子                                                               | かもめんたる、太田圭亮 |
| 50     | 7月29日 | 「ザワつき過ぎてヤバくねぇ!?真夏に背筋が凍る話SP」                                     | 陣内智則、オードリー、ドランクドラゴン、ロバート、島田秀平 | 犬山紙子、ダレノガレ明美、中村アン、道端アンジェリカ、小島瑠璃子、鈴木奈々、YOU                                                                          | 渡辺舞、小松彩夏、インパルス、荒川ちか、岩崎う大（かもめんたる）                                                                         |
| 51     | 8月5日  | 「身内だからこそ許せない！兄弟姉妹のザワつく事件簿SP」                                 | 陣内智則、オードリー、ロバート、蛭子能収、塙宣之（ナイツ）、はなわ、具志堅用高、神田伸一郎（ハマカーン）、布川敏和                                                                                                   | 犬山紙子、ダレノガレ明美、生駒里奈、神田うの、荻野智子                                                                                                   | ジグザグジギー、阿佐ヶ谷姉妹、かもめんたる、バービー（フォーリンラブ）                                                                   |
| 52     | 8月12日 | 「海より深いぜ！芸能界親友SP」                                                         | 陣内智則、オードリー、ドランクドラゴン、インパルス、滝沢秀明（タッキー&翼）、野性爆弾、古坂大魔王、DJ KOO（TRF） | 犬山紙子、ダレノガレ明美、中村アン、山瀬まみ、岡本夏生、杉本彩、小川菜摘、黒沢かずこ（森三中）、大久保佳代子（オアシズ）                                 | 岩崎う大（かもめんたる） |
| 53     | 8月19日 | 「爆笑！夏フェス 暑さを笑いで吹き飛ばそうぜSP」                                        | 陣内智則、オードリー、ドランクドラゴン、インパルス、ロバート | 犬山紙子、ダレノガレ明美、中村アン | かもめんたる、田中みな実、伊藤修子、川村エミコ（たんぽぽ）、ロッチ、SILVA、大久保佳代子（オアシズ） VTRゲスト:遠野なぎこ                 |
| 54     | 9月2日  | 「相思相愛!?先輩後輩SP」                                                               | 陣内智則、オードリー、鈴木拓（ドランクドラゴン）、インパルス、ロバート、アイクぬわら（超新塾）、中岡創一（ロッチ）、キューティー上木（あめん）、振分親方、東関親方、小峠英二（バイきんぐ）、千原ジュニア（千原兄弟） | 犬山紙子、ダレノガレ明美、中村アン、田中みな実、枡田絵理奈、IVAN                                                                                         | 足立梨花、近藤くみこ（ニッチェ）、ジグザグジギー、かもめんたる、小沢仁志                                                                 |
| 55     | 9月9日  | 「最後はやっぱりガールズジョークSP」                                                   | 陣内智則、オードリー、鈴木拓（ドランクドラゴン）、インパルス、ロバート | 犬山紙子、ダレノガレ明美、中村アン、いとうあさこ、IMALU、IKKO                                                                                            | 吉木りさ、伊藤修子 |

## ネット局

### 深夜番組時代
| 放送対象地域   | 放送局                | 系列    | 放送期間                      | 放送日時                     | 遅れ       |
| -------------- | --------------------- | ------- | ----------------------------- | ---------------------------- | ---------- |
| 関東広域圏     | TBSテレビ（TBS）      | TBS系列 | 2013年4月18日 - 9月26日       | 木曜 23:58 - 翌0:28          | 製作局     |
| 山形県         | テレビユー山形（TUY） | TBS系列 | 2013年4月18日 - 9月26日       | 木曜 23:58 - 翌0:28          | 同時ネット |
| 静岡県         | 静岡放送（SBS）       | TBS系列 | 2013年4月18日 - 9月26日       | 木曜 23:58 - 翌0:28          | 同時ネット |
| 石川県         | 北陸放送（MRO）       | TBS系列 | 2013年4月18日 - 9月26日       | 木曜 23:58 - 翌0:28          | 同時ネット |
| 中京広域圏     | 中部日本放送（CBC）   | TBS系列 | 2013年4月18日 - 9月26日       | 木曜 23:58 - 翌0:28          | 同時ネット |
| 広島県         | 中国放送（RCC）       | TBS系列 | 2013年5月2日 - 9月26日        | 木曜 23:58 - 翌0:28          | 同時ネット |
| 長野県         | 信越放送（SBC）       | TBS系列 | 2013年6月6日 - 9月26日        | 木曜 23:58 - 翌0:28          | 同時ネット |
| 長崎県         | 長崎放送（NBC）       | TBS系列 | 2013年8月1日 - 9月26日        | 木曜 23:58 - 翌0:28          | 同時ネット |
| 岡山県・香川県 | 山陽放送（RSK）       | TBS系列 | 2013年4月24日 - 10月2日       | 水曜 0:53 - 1:23（火曜深夜） | 6日遅れ    |
| 新潟県         | 新潟放送（BSN）       | TBS系列 | 2013年4月26日 - 10月4日       | 金曜 0:59 - 1:29（木曜深夜） | 8日遅れ    |
| 宮城県         | 東北放送（TBC）       | TBS系列 | 2013年5月3日 - 10月11日       | 金曜 0:10 - 0:40（木曜深夜） | 15日遅れ   |
| 山口県         | テレビ山口（tys）     | TBS系列 | 2013年5月15日 - 10月8日       | 水曜 1:28 - 1:58（火曜深夜） | 12日遅れ   |
| 福島県         | テレビユー福島（TUF） | TBS系列 | 2013年7月15日 - 10月7日       | 月曜 23:58 - 翌0:28          | 39日遅れ   |
| 北海道         | 北海道放送（HBC）     | TBS系列 | 2013年7月15日 - 11月4日       | 月曜 23:58 - 翌0:28          | 102日遅れ  |
| 愛媛県         | あいテレビ（itv）     | TBS系列 | 2013年11月5日 - 2014年3月11日 | 火曜 23:58 - 翌0:28          | 194日遅れ  |

### ゴールデンタイム時代
| 放送対象地域   | 放送局                    | 系列    | 放送期間         | 放送日時           | 遅れ       |
| -------------- | ------------------------- | ------- | ---------------- | ------------------ | ---------- |
| 関東広域圏     | TBSテレビ（TBS）          | TBS系列 | 2013年10月22日 - | 火曜 21:00 - 21:54 | 製作局     |
| 北海道         | 北海道放送（HBC）         | TBS系列 | 2013年10月22日 - | 火曜 21:00 - 21:54 | 同時ネット |
| 青森県         | 青森テレビ（ATV）         | TBS系列 | 2013年10月22日 - | 火曜 21:00 - 21:54 | 同時ネット |
| 岩手県         | IBC岩手放送（IBC）        | TBS系列 | 2013年10月22日 - | 火曜 21:00 - 21:54 | 同時ネット |
| 宮城県         | 東北放送（TBC）           | TBS系列 | 2013年10月22日 - | 火曜 21:00 - 21:54 | 同時ネット |
| 山形県         | テレビユー山形（TUY）     | TBS系列 | 2013年10月22日 - | 火曜 21:00 - 21:54 | 同時ネット |
| 福島県         | テレビユー福島（TUF）     | TBS系列 | 2013年10月22日 - | 火曜 21:00 - 21:54 | 同時ネット |
| 山梨県         | テレビ山梨（UTY）         | TBS系列 | 2013年10月22日 - | 火曜 21:00 - 21:54 | 同時ネット |
| 新潟県         | 新潟放送（BSN）           | TBS系列 | 2013年10月22日 - | 火曜 21:00 - 21:54 | 同時ネット |
| 長野県         | 信越放送（SBC）           | TBS系列 | 2013年10月22日 - | 火曜 21:00 - 21:54 | 同時ネット |
| 静岡県         | 静岡放送（SBS）           | TBS系列 | 2013年10月22日 - | 火曜 21:00 - 21:54 | 同時ネット |
| 富山県         | チューリップテレビ（TUT） | TBS系列 | 2013年10月22日 - | 火曜 21:00 - 21:54 | 同時ネット |
| 石川県         | 北陸放送（MRO）           | TBS系列 | 2013年10月22日 - | 火曜 21:00 - 21:54 | 同時ネット |
| 中京広域圏     | CBCテレビ（CBC）          | TBS系列 | 2013年10月22日 - | 火曜 21:00 - 21:54 | 同時ネット |
| 近畿広域圏     | 毎日放送（MBS）           | TBS系列 | 2013年10月22日 - | 火曜 21:00 - 21:54 | 同時ネット |
| 鳥取県・島根県 | 山陰放送（BSS）           | TBS系列 | 2013年10月22日 - | 火曜 21:00 - 21:54 | 同時ネット |
| 岡山県・香川県 | 山陽放送（RSK）           | TBS系列 | 2013年10月22日 - | 火曜 21:00 - 21:54 | 同時ネット |
| 広島県         | 中国放送（RCC）           | TBS系列 | 2013年10月22日 - | 火曜 21:00 - 21:54 | 同時ネット |
| 山口県         | テレビ山口（tys）         | TBS系列 | 2013年10月22日 - | 火曜 21:00 - 21:54 | 同時ネット |
| 愛媛県         | あいテレビ（ITV）         | TBS系列 | 2013年10月22日 - | 火曜 21:00 - 21:54 | 同時ネット |
| 高知県         | テレビ高知（KUTV）        | TBS系列 | 2013年10月22日 - | 火曜 21:00 - 21:54 | 同時ネット |
| 福岡県         | RKB毎日放送（RKB）        | TBS系列 | 2013年10月22日 - | 火曜 21:00 - 21:54 | 同時ネット |
| 長崎県         | 長崎放送（NBC）           | TBS系列 | 2013年10月22日 - | 火曜 21:00 - 21:54 | 同時ネット |
| 熊本県         | 熊本放送（RKK）           | TBS系列 | 2013年10月22日 - | 火曜 21:00 - 21:54 | 同時ネット |
| 大分県         | 大分放送（OBS）           | TBS系列 | 2013年10月22日 - | 火曜 21:00 - 21:54 | 同時ネット |
| 宮崎県         | 宮崎放送（MRT）           | TBS系列 | 2013年10月22日 - | 火曜 21:00 - 21:54 | 同時ネット |
| 鹿児島県       | 南日本放送（MBC）         | TBS系列 | 2013年10月22日 - | 火曜 21:00 - 21:54 | 同時ネット |
| 沖縄県         | 琉球放送（RBC）           | TBS系列 | 2013年10月22日 - | 火曜 21:00 - 21:54 | 同時ネット |

※上記各局では2013年7月4日（木曜日）21:00 - 22:48に単発のスペシャル版も放送。

## 主なスタッフ

### 深夜番組時代
- 作・構成：藤谷弥生、上野耕平、鈴木功治、水井心太、古賀文恵
- ナレーション：鈴木まゆ
- TM：荒木健一
- TD：金澤健一、山田賢司
- CAM：端坂嘉寛
- MIX：石堂遼子
- VE：藤本剛
- 照明：岩永亜由子
- 編集：佐藤知子、草野知則
- MA：渡辺和也
- 音効：福永真弓（ZACK）
- ロケ技術：TBSテックス
- 美術プロデューサー・デザイナー：三須明子
- 美術制作：朝川菜美
- 装置：佐藤恵美、牧ヶ谷純二
- 電飾：田谷尚教
- 装飾：森田琴衣
- 衣装：原口恵里
- 持道具：寺澤麻由美
- 床山：細野一郎
- ヘアメイク：アートメイク・トキ
- CG：岩澤新平
- リサーチ：河野秀彰
- 編成：福田健太郎、吉本香苗
- 宣伝：広重玲子
- TK：滝本優子
- マネージメントプロデューサー：稲見亜矢
- デスク：大澤麻子
- AP：菊池絢子、新貝元章
- 演出：井手比左士
- プロデューサー：御法川隼斗
- 制作協力：Big Face
- 製作：TBS

### ゴールデンタイム時代
- ナレーション：鈴木まゆ、コーイチ
- 構成：藤谷弥生、上野耕平、鈴木功治、木南広明、水井心太、古賀文恵、土屋瞳、狩野孝彦
- TM：荒木健一
- TD：中野啓
- CAM：端坂嘉寛
- 編集：佐々木正和、岩原大介
- MA：市川徹、新田領
- MIX：石堂遼子、宇野仁美
- VE：姫野雅美、藤本剛
- 照明：岩永亜由子
- 音効：福永真弓（ZACK）
- ロケ技術：TBSテックス／倉渕企画
- 車輌：コム
- 美術プロデューサー・デザイナー：三須明子
- 美術制作：朝川菜美
- 電飾：田谷尚教
- 装置：佐藤恵美、牧ヶ谷純二
- 装飾：森田琴衣
- ヘアメイク：アートメイク・トキ
- CG：岩澤新平
- リサーチ：河野秀彰
- 幕装飾：宮崎昭雄
- 花装飾：dosco
- 衣装：原口恵里
- 持道具：寺澤麻由美、宮路しおり
- イラスト：中村サトル
- 床山：細野一郎
- 編成：吉本香苗
- 宣伝：広重玲子
- TK：滝本優子
- デスク：大澤麻子
- AP：新貝元章、菊池絢子、好田康智、小林聰美
- ディレクター：有田直美、橋本詳吾／横尾初喜、大内優介、大川剛史／新保勝久、岩永紗代美、佐藤賢二、野上貢、軸原資雄、高木佑、宍戸透（以前は制作進行）
- 演出：前島隆昭・冨田雅也、磯部修、横井雄一郎
- 制作プロデューサー：大橋豪
- マネージメントプロデューサー：稲見亜矢
- 総合演出：井手比左士
- プロデューサー：御法川隼斗
- 制作協力：Big Face
- 製作著作：TBS

#### 歴代のスタッフ
- 編成：福田健太郎
- マネージメントプロデューサー：渡辺英樹